# سوبراربي
سُبرَرْبَة أو (نقحرة: سوبراربي) هي واحدة من كوماركا منطقة أرغون في إسبانيا وتقع في الجزء الشمالي من مقاطعة وشقة. وهي جزء من مجتمع الحكم الذاتي في أراغون في إسبانيا. يتحدث كثيرًا من سكانها اللغة الأراغونية. جميع مناطق سُبرَرْبَة أعضاء في الشبكة الجيولوجية الأوروبية والشبكة العالمية للحدائق الجيولوجية وذلك بسبب تراثها الجيولوجي المتميز، وبرامجها ومشاريعها التعليمية، وتعزيزها للسياحة الجيولوجية.